# 美馬市立切久保小学校
美馬市立 切久保小学校（みましりつ きりくぼしょうがっこう）は、徳島県美馬市美馬町にあった公立小学校。
2008年（平成20年）3月31日より休校となる。

## 概要

### 基礎データ
所在地等
- 〒771-2101 徳島県美馬市美馬町入倉657

## 沿革
- 1886年 創立。
- 2005年 町村合併のため美馬市立切久保小学校となる。
- 2008年3月31日 休校となる。

## 関連する学校
- 美馬市立美馬中学校